# Classic Mac OS
Classic Mac OS（作業系統）所指的是蘋果公司從1984年至2001年間為麥金塔系列電腦所開發的一系列作業系統，始於System 1，終結于Mac OS 9。麥金塔作業系統因圖形使用者介面（GUI）概念的普及而受到讚譽。在其開發時代所售出的每部麥金塔電腦中預裝了最新的系統，對系統軟件進行了許多更新。麥金塔的普及對 GUI 起了很大作用，而Mac OS幾乎被預載於所有麥金塔電腦上，早期該系統同時在蘋果零售店和線上零售店進行單獨售賣。
1984年1月24日，蘋果電腦公司（現蘋果公司）發表了其首部麥金塔個人電腦──Macintosh 128K。其首個版本的系統軟件並沒有正式名稱，部分基於Lisa OS（蘋果公司於1983年為 Apple Lisa 電腦發布的系統）。作為容許施樂以優惠的價格購買蘋果公司股票協議的一部分，它使用了 Xerox Alto 電腦中的概念，前蘋果公司CEO史蒂夫·喬布斯和其他 Lisa 團隊成員已經預覽過。該操作系統包括麥金塔工具箱（Macintosh Toolbox）的ROM和「系統文件夾（System Folder）」，即從磁碟加載的一組文件。Macintosh 系統軟件這個名稱於1987年開始使用。1996年，蘋果公司從7.6版本開始把系統更名為 Mac OS，部分歸因於 Macintosh 相容機。此程式在1997年的Mac OS 8發布後停止使用。該系統的最後一個主要版本是1999年推出的Mac OS 9。
初始版本的 System Software 一次只能運行一個應用程式。System 5 發佈時，新增了一個稱為 MultiFinder 的協作式多工程序，至System 7時成爲操作系統的一部分，並支援虛擬記憶體。然而到了1990年代中期，當代操作系統如Windows NT、OS/2及NeXTSTEP等都帶來了搶佔式多任務處理、記憶體保護、存取控制，以及個人電腦的多用戶功能，由於麥金塔個人電腦的有限記憶體管理和易受提供其他功能的擴展之間的衝突所影響（例如聯網或對特定裝置的支援），該操作系統受到了人們的廣汎批評，並成為當時蘋果公司的市場佔有率下降的一個因素。
蘋果曾兩次嘗試創建名為 Tailgent 及 Copland 的麥金塔系統軟件後繼產品，但都以失敗告終。1997年，史蒂夫·喬布斯重回蘋果公司，經過為期四年的開發，蘋果公司於2001年以新的操作系統 Mac OS X 取代了 Classic Mac OS。它保留了 Classic Mac OS 的大部分 GUI 設計元素，並且應用程式框架為了兼容性而存在著一些重疊，但這兩個操作系統的起源和結構完全不同。
2001年發布的 Mac OS 9 最終更新提供了跟 Mac OS X 的相互操作性。「Classic」的名稱現在表示Mac OS的歷史悠久，整體上是對「Classic」環境（有助於簡化向 Mac OS X 過渡的相容層）的引用。

## 初始概念

從1997年起，蘋果公司將其操作系統更名為「Mac OS」。

麥金塔項目於1978年末開始，由傑夫·拉斯金領導，他希望為普遍消費者提供一種易於使用的低成本電腦。1979年9月，拉斯金開始尋找可以組裝原型的工程師。Apple Lisa 團隊的成員比爾·阿特金森向該年新聘請的服務技術人員布瑞爾·史密斯介紹了拉斯金。
蘋果公司針對麥金塔電腦的概念試圖將使用者對操作系統的了解降到最低。許多需要在其他系統上獲得更多操作系統知識的基本任務都可以透過麥金塔電腦上的麥金塔電腦上的鼠標手勢和圖形控制來完成。這將使其跟同時代的產品（例如MS-DOS）區分開來，後者使用由簡短文本組成的命令行界面所完成。
1979年12月，喬布斯與許多蘋果公司的工程師到訪施乐公司，當時Apple Lisa與麥金塔的項目已經開始了三個月。喬布斯於1981年1月完全接管了麥金塔項目，在聽到拉斯金等前員工那裡得知帕羅奧多研究中心正在開發一種開創性的圖形使用者介面技術之後，喬布斯通過協商參觀了施樂 Xerox Alto 電腦及Smalltalk 開發工具可以換取蘋果公司的股票期權作交換選項。最終的Lisa和麥金塔電腦的操作系統使用了施樂奧托的概念，但是圖形用戶界面的許多元素都是由蘋果公司創建，包括功能選項欄、下拉式選項，和拖放的概念及直接操作界面。
跟IBM PC不同，後者使用8kB的ROM系統進行開機自檢（POST）和基本輸入／輸出系統（BIOS），Mac的ROM更大（64 kB）並包含關鍵的操作系統代碼。最初的Mac ROM大部分是由麥金塔系統的編碼都是由原始麥金塔團隊的成員安迪·赫茲菲爾德編寫的。他透過使用組合語言代碼編寫例程，而這些代碼經過「劈砍」或聰明的編程技巧優化以能夠節省寶貴的ROM空間。除了ROM外，他還編碼了內核、麥金塔工具箱及一些桌面附件。操作系統中代表文件夾和應用程式軟件的圖標都是由蘇珊·卡爾設計，她後來為Windows 3.0設計圖標。布魯斯·霍恩和史蒂夫·卡普斯編寫了Finder的程式，以及許多麥金塔系統實用程序。
蘋果公司積極地宣傳他們的新機器。其發布後，該公司於1984年11月／12月號的《新聞週刊》雜誌中購下了全部39頁的廣告空間。麥金塔很快就超越了其更複雜但更昂貴的前身Apple Lisa。蘋果迅速地開發了一個名為MacWorks的產品，該產品使Lisa可以透過System 3模擬麥金塔系統軟件，到那時該軟件已更名為Macintosh XL並已停產。在System 7或更高版本之前，Lisa的許多操作系統改進都不會出現於麥金塔操作系統中。

## 架構

### 兼容性
Mac OS的早期版本僅與摩托羅拉68000系列麥金塔系統兼容。隨著蘋果公司推出具有PowerPC硬件的電腦，操作系統已移植為支援此體系的架構。Mac OS 8.1是可以在68k處理器（摩托羅拉 68040）上運行的最新版本。在以PowerPC G3為基礎的前系統中，系統的重要部分都是存儲於主機板上的物理性ROM中。這樣做的最初目的是避免操作系統佔用初始麥金塔系統的128KiB RAM—最初的ROM是64KiB。這種架構還容許最低級別的完全圖形化OS界面，而無需純文本控制台或命令行模式：開機時間錯誤（例如找不到可用的磁盤驅動器）都是以圖形方式傳達給使用者，通常帶有圖標或獨特的Chicago位圖字體，以及死亡之鐘或一系列的嗶聲。這與當時的MS-DOS和CP/M電腦相反，後者在黑色背景上以等寬字體顯示此類訊息，並且需要使用鍵盤進行輸入，而不是鼠標。為了在低水平上提供這種優美的東西，早期的Mac OS依賴於主機板上ROM的核心系統軟件，這也確保只有蘋果公司的電腦或許可權的克隆（帶有蘋果公司的受版權保護的ROM）可以運行Mac OS。

### 克隆
這些年來，幾家電腦製造商製作了能夠運行Mac OS的麥金塔系統克隆。從1995年到1997年，蘋果公司把麥金塔ROM授權予多家公司，尤其是功率電腦公司、UMAX和摩托羅拉。這些機器通常都能運行各種版本的Classic Mac OS。喬布斯於1997年重返蘋果公司後終止了克隆授權計劃。
對麥金塔克隆的支援首次出現於System 7.5.1中，這是首個包含「Mac OS」標誌（原始Happy Mac啟動圖標的變體）的版本，Mac OS 7.6是第一個被命名為「Mac OS」而非「System」的系統。這些變化旨在把操作系統跟蘋果公司本身的麥金塔的型號分離。

### 檔案系統
麥金塔原本使用的是麥金塔檔案系統，那是個只有一層文件夾的平面文件系統。1985年，它很快被具有真實樹狀目錄的分層檔案系統（HFS）取代。兩種文件系統在其他方面都是兼容的。1997年，蘋果公司發布改進了的文件系統HFS+（或「Mac OS延伸」），並於1998年實施。
在大部分文件系統中的文件，如DOS、Windows、UNIX或其他操作系統只有一個「Fork」。相比之下，MFS和HFS給文件兩個不同的Fork。數據Fork包含與其他文件系統中的文件相同的信息，例如文件檔的文本或圖像文件的位圖。資源Fork包含其他結構化數據，例如在其他系統上將被合併到其他程序的檔案格式中的選單定義、圖形、聲音或代碼段。執行檔可能只包含帶有空數據分支的資源（包括代碼段），而數據文件可能只包含不具有資源分支的數據分支。文書處理器可以在數據分支中包含其文本，和資源分支中包含的樣式信息，因此無法識別樣式信息的應用程式仍可以讀取原始文本。
另一方面，這些分支將跟其他操作系統的互操作性提出挑戰。在將Mac OS文件複製或傳輸到非麥金塔系統中時，默認實現只是會把文件從其資源分支中把文件剝離。大部分數據文件在其資源分支中僅包含無關緊要的信息，例如窗口的大小和位置，但是程序文件沒有它們的資源的話將無法使用。這樣的編碼方案必要性如BinHex和MacBinary，這容許使用者把雙分支文件編碼為單個數據流，或反過來採用這樣編碼的單一數據流，並將其重構為Mac OS可以使用的雙分支文件。

## 發行歷史

### System 1至System 4
作為蘋果公司以創建具有家電般簡單性的電腦為目標的一部分，操作系統軟件和運行其硬件之間沒有明顯的區別。因此，操作系統的早期版本並沒有一個獨特的名稱。該軟件包含著兩個用戶可見的文件：系統文件和用於文件管理的應用程式，還顯示桌面上檔案的Finder。這兩個文件夾包含著標記為「系統文件夾」的文件夾目錄中，當中包含其他資源文件（如打印機驅動程序），需要與系統交互。
- System 1、1.1及2.0使用麥金塔檔案系統（英语：Macintosh File System）（MFS）的平面檔案系統。Finder提供了可用於組織文件的虛擬文件夾，但是這些文件夾在其他任何應用程序中均不可見，並且實際上不存在於磁盤上。然而MFS對於子文件夾的支援並不完善。
- System 2.0添加了對AppleTalk的支援，並新增了LaserWriter（英语：LaserWriter）的使用。
- System 2.1（Finder 5.0）引入了具有真實目錄的分層檔案系統（HFS）。此版本專門用於支援Hard Disk 20（英语：Hard Disk 20），並且僅在RAM中實現HFS。啟動和大部分軟磁盤仍為MFS 400 K宗卷。
- System 3.0（Finder 5.1）隨Macintosh Plus（英语：Macintosh Plus）一同發行，正式實現了HFS及800K啟動驅動器，支援包括小型電腦系統介面和AppleShare（英语：AppleShare）等多種新技術，以及垃圾桶「塞滿的」效果（即是當垃圾桶中包含著文件時，其外觀會鼓起來）。它现在以“汉字Talk”的名称提供日语版本。
- System 4.0與Macintosh SE（英语：Macintosh SE）一同推出，而System 4.1是首個隨著Macintosh II（英语：Macintosh II）撘載的系統。這些新機器需要對第一個擴展插槽有額外支援，蘋果桌面總線（ADB）（英语：Apple Desktop Bus）、內置硬碟驅動器，以及在麥金塔II上的外置彩色顯示器和摩托羅拉68020（英语：Motorola 68020）處理器[15]。

System 1至System 4全都是單任務作業系統，這些發行版本每次只能運作一個應用程式（桌面應用程式除外），儘管它有特殊的應用程式外殼（如Multi-Mac）或「切換台（Switcher）(以下於MultiFinder再作討論)」都可以解決此問題。其可見的改變最好體現於1.x、4.x、5.x和6.x之間的Finder版本號中找到有較大的飛躍。在1990年代後期，蘋果公司為這些較早的發行版本追溯地給予單獨名稱。
| 系統軟件發行               | 系統版本  | 發布日期      | Finder版本 | 鐳射讀書寫版本 | 發行資料 |
| -------------------------- | --------- | ------------- | ---------- | -------------- | --- |
| 麥金塔系統軟件             | 1.0 (.97) | 1984年1月24日 | 1.0        |                | 初始版本 |
| 麥金塔系統軟件（0.1）      | 1.1       | 1984年5月5日  | 1.1g       |                | 維護版本、新增了Mountain場景、「關於」盒子、清理指令 |
| 麥金塔系統軟件（0.3及0.5） | 2.0       | 1985年4月     | 4.1        |                | Finder更新：引入了多個文件夾、「關機」指令，及安裝了一個稱為「MiniFinder」的應用程式以快速啟動任何選定了的應用程式 系統：引入了屏幕截圖的快捷鍵使用⌘ Command+⇧ Shift+3 |
| 麥金塔系統軟件             | 2.1       | 1985年9月     | 5.0        |                | 發布硬碟20支援 |
| 麥金塔系統軟件（0.7）      | 3.0       | 1986年1月     | 5.1        | 1.1            | 與麥金塔+一起引入 |
| 系統軟件 1.0               | 3.1       | 1986年2月     | 5.2        | 1.1            | |
| 系統軟件 1.1               | 3.2       | 1986年6月     | 5.3        | 3.1            | 解決了數據丟失、系統崩潰的問題；更新了選擇器和計算機 |
| AppleShare 1.0             | 3.3       | 1987年1月     | 5.4        |                | AppleShare 1.0 工作站安裝程序磁盤（用於麥金塔512K） |
| AppleShare 1.1             | 3.3       | 1987年        | 5.5        |                | AppleShare 1.1 工作站安裝程序磁盤（用於麥金塔512K） |
| AppleShare 2.0             | 3.4       | 1988年        | 6.1        |                | AppleShare 2.0 Macintosh 512Ke 工作站安裝程序磁盤 |
| 系統軟件 2.0               | 4.0       | 1987年1月     | 5.4        | 3.3            | 引入了AppleShare |
| 系統軟件 2.0.1             | 4.1       | 1987年3月2日  | 5.5        | 4.0            | 為了Macintosh II及Macintosh SE而發行，更新了LaserWriter驅動程序。 |

### System 5
在1987年底，蘋果公司推出了名為「蘋果麥金塔系統軟件更新5.0」的操作系统套裝，命名為System Software 5（或是簡稱System 5）。這是麥金塔系統首次作為零售產品提供，其中包括四個800K的磁盤和三本手冊，售價為$49美元。該軟件本身仍然可以通過用戶組和公告板服務免費獲得。雖然產品包裝盒將此作為「5.0版本」的操作系統更新，然而該號碼不會出現在軟件本身中。四個磁盤中的三個（系統工具１，系統工具２和實用程序１）都是可啟動的，使用者可以從包含其所需工具的任何軟磁盤中啟動。例如，系統工具２是唯一具有打印機驅動程序的磁盤，而實用程序１是唯一具有磁盤急救和蘋果公司HD SC設置的磁盤。由於磁盤名為「系統工具」，因此用戶和媒體通常將此版本稱為「系統工具5.0」。
System 5的主要新功能是MultiFinder，它是一項擴展功能，使系統可以一次運行多個程序。該系統使用協作式多任務處理機型，這意味著僅在前台應用程式產生控制權時才將時間分配給後台應用程式。應用程序已經調用以處理事件的系統功能的更改，使許多現有應用程式自動共享時間，並容許它們在後台執行任務。用戶還可以選擇不使用MultiFinder，從而一次只使用一個應用程式。System Software 5 只在部分國家在很短的時間內出售， 這些國家包括美國、加拿大和歐洲的一些國家，中文版有可能最早出現於這個版本。
在1990年，《InfoWorld》測試了PC和Mac的四個多任務選項，總體上看好MultiFinder，但注意到跟沒有MultiFinder的單任務系統６相比，其存在使文件傳輸和打印的速度下降了一半。
| 系統軟件版本 | 發行日期   | 系統版本 | 軟件版本 | 軟件版本    | 軟件版本    | 發行資訊                                           |
| 系統軟件版本 | 發行日期   | 系統版本 | Finder   | MultiFinder | LaserWriter | 發行資訊                                           |
| ------------ | ---------- | -------- | -------- | ----------- | ----------- | -------------------------------------------------- |
| 5.0          | 1987年10月 | 4.2      | 6.0      | 1.0         | 5.0         | 初始發行                                           |
| 5.1          | 1987年11月 | 4.3      | 6.0      | 1.0         | 5.1         | 更新了LaserWriter驅動器和新版本的蘋果公司HD SC設置 |

### System Software 6
System 6（亦稱System Software 6）是一個使用圖形用戶界面的麥金塔操作系統的合併發行版，可提供一個完整、穩定且持久的操作系統。需要於System 6的額外支援的兩個主要的硬件介紹是摩托羅拉68030處理器及隨Macintosh IIx和Macintosh SE/30一起首次亮相的1.44MB SuperDrive。後來的更新包括引入對首個筆記本電腦專用功能支援的便攜式麥金塔。從System 6起，Finder都擁有其統一的版本號，這跟系統緊密地匹配著，減輕了由早期系統之間經常存在巨大差異引起的很多混亂。
System 6於1988年4月首次發布，直至System 7於1991年發布，其盒裝版本的當時售價為$49美元，它是最受歡迎的麥金塔操作系統。
| 系統版本 | 發佈日期       | 軟件版本 | 軟件版本    | 軟件版本    | 發行資料                                                                  |
| 系統版本 | 發佈日期       | Finder   | MultiFinder | LaserWriter | 發行資料                                                                  |
| -------- | -------------- | -------- | ----------- | ----------- | ------------------------------------------------------------------------- |
| 6.0      | 1988年4月      | 6.1      | 6.0         | 5.2         | 初始發行                                                                  |
| 6.0.1    | 1988年9月19日  | 6.1.1    | 6.0.1       | 5.2         | 為了1988年的Macintosh IIx而發行。                                         |
| 6.0.2    | 1988年下旬     | 6.1      | 6.0.1       | 5.2         | 維護版本                                                                  |
| 6.0.3    | 1989年3月7日   | 6.1      | 6.0.3       | 5.2         | 為了1989年的Macintosh IIcx而發行。                                        |
| 6.0.4    | 1989年9月20日  | 6.1.4    | 6.0.4       | 5.2         | 為了1989年的手提式麥金塔和Macintosh IIci而發行。                          |
| 6.0.5    | 1990年3月19日  | 6.1.5    | 6.0.5       | 5.2         | 為了1990年的Macintosh IIfx而發行。                                        |
| 6.0.6    | 1990年10月15日 | 6.1.6    | 6.0.6       | 5.2         | 並非由於AppleTalk錯誤而未發布。                                           |
| 6.0.7    | 1990年10月16日 | 6.1.7    | 6.0.7       | 5.2         | 為了1990年的Macintosh LC、Macintosh IIsi及Macintosh Classic正式版而發布。 |
| 6.0.8    | 1991年5月13日  | 6.1.8    | 6.0.8       | 7.0         | 更新了打印軟件以匹配System 7.0的軟件。                                    |
| 6.0.8L   | 1992年3月23日  | 6.1.8    | 6.0.8       | 7.0         | 對於太平洋客戶推出有限維護版本。                                          |

### System 7／Mac OS 7
蘋果公司於1991年5月13日發布System 7（代號「Big Bang」，亦稱Mac OS 7），這是System 6重大升級的後繼版，是一個使用麥金塔電腦的單用戶圖形用戶界面的操作系統，加入了重大的用戶界面檢修、新的應用程式、穩定性改進和許多新功能，直至Mac OS 8於1997年發佈之前，是當時最受歡迎的麥金塔操作系統。其簡介恰逢68040麥金塔的系列發行並提供了支援。System 7時代見證了麥金塔操作系統的許多變化，包括麥金塔型號的激增、68K轉換至Power Macintosh的過渡、Microsoft Windows的興起、電腦網絡的日益普及和互聯網的迅速發展。System 7的最重要功能之一是虛擬記憶體支援，這是一個預期已使用多年的基本子系統，僅存在於以前的系統裡的名為「Virtual」的Connectix第三方擴展中。隨之而來的是向32位元記憶體位址的遷移，必需的是需要不斷增加可用於Motorola 68030 CPU和帶有68551 PMMU的68020 CPU的RAM數量。此過程涉及使OS代碼中的所有例程都把指針的完整32位元用作位址—先前的系統使用高8位元作為位元欄。此改變被稱為「32位元清除」。儘管System 7本身是「32位元清除」的，但許多現存的機器和成千上萬的應用程式卻不是，因此完成該轉換過程需要一段時間。為了簡化轉換過程，「記憶體」的控制面板上有一個開關以禁用此功能，從而兼容較舊的應用程式。
System 7的另一個顯著功能是內置協同運作式多工，在System 6中，此功能是透過MultiFinder可選的。System 7還引入了化名，這類似於Unix上的符號連結，在Microsoft Windows的後來版本中引入檔案捷徑，以及在IBM OS/2中的陰影系統。系統擴展透過移至其子文件夾而得到增強；還為控制面板中創建系統文件夾的子文件夾。在System 7.5中，蘋果公司推出包括了擴展管理器，它是先前的第三方程式，這簡化了啟用和禁用擴展的過程。
蘋果的選單（僅用於System 6中的桌面配件主頁）具有更多用途：使用者可透過在系統文件夾的「蘋果選單物件（Apple Menu Items）」子文件夾中放置別名來製作常用的文件夾和應用程序或他們想要的其他任何東西。System 7引入了以下內容：AppleScript、用於自動化任務的手稿語言；支援所謂「真彩色」影象的32位元QuickDraw先前可作為系統擴展；以及輪廓字型標準的TrueType。
在System 6和更早期的版本下的的垃圾桶，在關閉電腦時會自動清空，或者若MultiFinder未執行時，則在啟動應用程式時執行。System 7把垃圾桶重新實現為特殊的隱藏文件夾，讓文件於重新啟動後保留在其中，直至使用者刻意地選擇了「清空垃圾桶」的指令。
从System 7.0开始，支持繁体、简体中文和韩语。
「System 7」的7.6版本開始被蘋果公司改名為Mac OS，System 7.5.1開始系統啟動會顯示「Mac OS」畫面。

#### System 7.1
System 7.1主要是一個錯誤修正版本，並添加了一些小功能。System 7.1的主要新功能之一是把字體從系統文件移出至系統文件夾中的字體文件夾裡。安裝字體從前需要諸如ResEdit或Font D/A Mover之類的資源複製實用程式。System 7.1不僅是首個要花錢的麥金塔操作系統（所有以前的版本都是免費的，或以軟磁盤的成本出售），但還收到了具有額外功能的「Pro」同屬產品（7.1.1版本）。System 7.1.2是首個支援基於PowerPC的Mac電腦。System 7.1還引入了系統啟動器（System Enablers），這是作為一種在不更新實際系統文件的情況下支援新機型的方法。這會導致系統文件夾中有額外的文件存在（每個新機型支援一個）。
添加中文和韩文字体。

#### System 7.5
System 7.5引入了大量新功能，其中許多功能都是基於蘋果公司購買並包含在新系統中的共享軟件應用程式。在較新的PowerPC機型上，System 7.5可能存在穩定性問題，部分原因是有較新的記憶體管理器（其可以被關閉），以及PowerPC代碼中處理錯誤的問題（所有PowerPC異常都映射到Type 11）。這些問題不會影響68k體系結構的電腦。由於蘋果公司於Copland上的失敗，System 7.5成為了當代的系統以及Windows 95的發行，這與蘋果公司購買了某些共享軟件系統增強功能（包括新的系統功能）互相吻合。

#### System 7.6
基於PowerPC的麥金塔電腦，搭載著Mac OS 7.6，其穩定性得到了提高，為了將OS授予不斷增長的第三方麥金塔克隆製造商市場，需要使用「System」這個暱稱作為一個更具商標性的名稱。Mac OS 7.6需要32位元純淨的ROM，因此，它放棄了對每台配備68000處理器，還有Macintosh II、Macintosh IIx、Macintosh IIcx以及Macintosh SE/30的支援。
| 系統版本                  | 發行資訊                                                                                           |
| ------------------------- | -------------------------------------------------------------------------------------------------- |
| System 7.0                | 始終啟用結合的MultiFinder。                                                                        |
| System 7.0.1              | 引入LC II及Macintosh Quadra系列。                                                                  |
| System 7.0.1P             | |
| System 7 Tuner            | 7.0和7.0.1均有更新。                                                                               |
| System 7.1                | 引入字型文件夾。                                                                                   |
| System 7.1P               | |
| System 7.1P1              | |
| System 7.1P2              | |
| System 7.1P3              | 最新發行的「P」版本具有新功能。                                                                    |
| System 7.1P4              | |
| System 7.1P5              | |
| System 7.1P6              | |
| System 7.1 Pro            | 7.1.1版本, 結合PowerTalk、語音管理員、MacInTalk、線程管理器。                                      |
| System 7.1.2              | 配備PowerPC處理器的麥金塔機型。                                                                    |
| System 7.1.2P             | 僅適用於Performa / LC / Quadra 630系列，很快被7.5版本取代。                                        |
| System 7.5                | |
| System 7.5.1              | System 7.5更新1.0 — 首個自稱為「Mac OS」的麥金塔操作系統。                                         |
| System 7.5.2              | 使用PCI的Power Mac，僅用於這些Power Mac及PowerBooks 5300、190及Duo 2300。                          |
| System 7.5.3              | System 7.5 更新 2.0版本。                                                                          |
| System 7.5.3L             | 只適用於麥金塔複製版本。                                                                           |
| System 7.5.3 Revision 2   | |
| System 7.5.3 Revision 2.1 | 僅適用於Performa 6400/180和6400/200。                                                              |
| System 7.5.4              | 在發布後數小時內撤回，並由7.5.5取代。                                                              |
| System 7.5.5              | 最後支援非32位元的潔淨麥金塔電腦，包括所有裝有少於68030 CPU的電腦（Macintosh LC除外）。            |
| Mac OS 7.6                | 儘管System 7.5.1和更高版本於啟動屏幕上使用了「Mac OS」的名稱，其名稱因實驗性麥金塔複製而正式變更。 |
| Mac OS 7.6.1              | 引入正確的PowerPC錯誤處理。                                                                        |

### Mac OS 8
Mac OS 8於1997年7月26日發布，史提夫·喬布斯同月成為蘋果公司執行上的CEO。其發布主要為了在蘋果公司的艱難時期保持著Mac OS向前發展。它最初計劃命名為Mac OS 7.7，後來利用法律漏洞將其重新編號為「8」，以達到喬布斯希望終止第三方製造商對System 7的許可並關閉麥金塔克隆市場的目標。
Mac OS 8在廢棄的Copland項目中添加了許多功能，同時保持底層操作系統不變。一個多線程的Finder包括其中；文件現在可於背景進行操作。GUI的外觀已更改為新的稱為白金（Platinum）的帶陰影灰度外觀，並透過新的控制面板新增了更改外觀主題（也稱為外觀）的功能，儘管白金是唯一隨機發貨的。該功能由操作系統內新的「外觀」API層提供，這是其少數重大的變更之一。
蘋果公司在Mac OS 8推出的首兩周就售出了120萬套，在六個月內銷量達到300萬套。鑑於蘋果公司當時面對的財務困難，Mac用戶之間發生了大規模的基層運動，他們以升級和「幫助拯救蘋果」。甚至是一些盜版團體也拒絕重新分發該操作系統。

#### Mac OS 8.1
Mac OS 8.1引入了名為HFS+已更新的分層檔案系統版本，該版本修復了早期系統的許多限制，並一直在macOS中使用，直至macOS High Sierra中由蘋果檔案系統取代。還有其他一些接口更改，例如將網絡功能與打印分離，以及對應用程式切換的一些改進。然而，在基本技術方面，Mac OS 8跟System 7的差別不大。

#### Mac OS 8.5
Mac OS 8.5著眼於速度和穩定性，大部分68k代碼被PowerPC固有的現有代碼取代。儘管主題功能在開發後期被刪除了，但它也改善了用戶界面的外觀。
| 系統版本     | 發行資訊 |
| ------------ | --- |
| Mac OS 8.0   | 首個需要68040處理器的版本，放棄對Macintosh II 系列及其他摩托羅拉68030麥金塔其餘部分的支援，它還增加了對PowerPC G3處理器的支援。 |
| Mac OS 8.1   | Mac OS的最新發行版可在68k處理器上運作，並且在iMac上增加了對USB的支援，並增加了對HFS+文件系統的支援（也稱為Mac OS延伸）。        |
| Mac OS 8.5   | 第一個僅在PowerPC處理器上運行的版本，並且增加了對內置火線的支援。它還加入了Sherlock並增加了對Power Macintosh G3的支援。         |
| Mac OS 8.5.1 | 增加了錯誤修復程序，以減少系統崩潰。                                                                                            |
| Mac OS 8.6   | 包括一個用於改進性能和支援多處理服務2.0的新型微內核，改進了PowerBook的電池壽命，並增加了對PowerPC G4處理器的支援。              |

### Mac OS 9
1998年，蘋果公司總裁史蒂夫·喬布斯發布了操作系统，並決定每隔半年發布系統更新，截至Mac OS X（Carbon）的出爐，而Mac OS 9系列則是此系統的最後一個Mac OS。
Mac OS 9是蘋果公司於1999年10月23日發行的操作系统，它基本上是從Mac OS 8開始的一個穩定的演變。Mac OS 9的早期開發版本編號為8.7。
Mac OS 9增加了對AirPort無線網卡的支援。它引入了對多用戶支援的早期實現。Mac OS 9確實容許多個桌面使用者擁有自己的數據和系統設置。經改進的Sherlock搜索引擎新增了幾個新的搜索插件。Mac OS 9還提供了大大改進的記憶體實現和管理。AppleScript進行了改進以允許TCP/IP協議和網絡控制。Mac OS 9還首次使用集中式蘋果公司軟件更新來查找和安裝操作系统和硬件更新。其他新功能包括即時帶有代碼簽章和鑰匙串技術的文件加密軟件，遠程網絡和檔案伺服器軟件包，以及對USB驅動程式列表的大大改善。
Mac OS 9還添加了一些過渡技術以幫助應用程式開發人員於向公眾推出新操作系统之前採用某些Mac OS X功能，以助簡化過渡的過程。這些包括應用於檔案系統的新應用程式介面和Carbon的綁定，而不是傳統應用程式介面庫的鏈接 — 適用於此目的之應用程式也可以在Mac OS X上直接運作。從Mac OS 9.1更新開始進行了其他變更，使其可以在Mac OS X的經典環境中啟動。
Mac OS 9一共發行了7個版本，其最後更新版本是於2001年12月5日發布的Mac OS 9.2.2。
| 系統版本     | 發行資訊                   |
| ------------ | -------------------------- |
| Mac OS 9.0   | Mac OS 9的初始零售版本     |
| Mac OS 9.0.2 |                            |
| Mac OS 9.0.3 |                            |
| Mac OS 9.0.4 |                            |
| Mac OS 9.1   | 包括了Mac OS X v10.0       |
| Mac OS 9.2   | 更新以提高Mac OS X的兼容性 |
| Mac OS 9.2.1 |                            |
| Mac OS 9.2.2 | Classic Mac OS的最終版本   |

## 過渡至Mac OS X
蘋果公司於1999年1月推出Mac OS X Server 1.0，而Mac OS X的公開測試版於2000年釋出，並且於2001年3月24日推出完整的官方Mac OS X 10.0版本。蘋果公司的麥金塔操作系統被稱為「OS X」已長達15年之久，10.1版本於2001年9月25日推出，接著是2002年8月24日的Mac OS X 10.2（"Jaguar"）；2003年10月24日推出Mac OS X 10.3（"Panther"）；2005年4月29日推出Mac OS X 10.4（"Tiger"）；2007年10月26日發行Mac OS X v10.5（"Leopard"）；Mac OS X 10.6 （"Snow Leopard"）於2009年8月28日發行。
MacOS（最初於2012年之前被命名為「Mac OS X」，然後在被命名為「OS X」直至2016年），它是蘋果公司現時的Mac操作系統，於2001年正式繼承了Classic Mac OS。儘管它最初只是作為Mac OS的「版本10」銷售，但其歷史在很大程度上與早期的Mac OS發行無關。
macOS的體系結構是繼承著Classic Mac OS及Mac OS 9，但是它與Classic Mac OS有所不同，它是一個建基於NeXTSTEP以及NeXT從1980年代末到1997年初開發的技術，那是一個以UNIX為基礎的操作系統。當蘋果公司CEO史提夫·喬布斯重返蘋果公司時，蘋果公司把該公司收購了。macOS還利用BSD代碼庫和XNU內核，其核心組件集是建基於蘋果公司開源的Darwin作業系統。
早期版本的操作系統Mac OS X Server 1.0，於1999年發布。它保留了Classic Mac OS中的「白金」外觀，甚至在某些地方跟OpenStep相似，帶有新的Aqua用戶界面的第一個版本。Mac OS X v10.0的桌面版本隨後於2001年3月24日發布，支援新的Aqua用戶界面。從那時起，蘋果公司發布了多個操作系統的版本。Mac OS X於2012年更名為「OS X」，和2016年再度更名為「macOS」。
大部分Classic Mac OS的用戶都升級至Mac OS X，但由於缺少某些尚未在新操作系統中重新實現的功能，在相同硬件（尤其是較舊的硬件）上運行速度較慢以及跟舊的操作系統不相容。由於為較舊的Mac OS編寫的驅動程式（用於打印機，掃描器，掌上電腦等）跟Mac OS X不相容，因此用於在Mac OS X上運作較早期操作系統程式的經典環境程式支援不一致，並且在1997年末之前缺少對較舊的蘋果公司電腦的Mac OS X支援；在最初發行Mac OS X之後的幾年中，某些麥金塔系統用戶繼續使用較舊的Classic Mac OS原始版本。喬布斯鼓勵人們透過在2002年的WWDC上為Mac OS 9舉行的模擬葬禮以升級至Mac OS X。

### Classic Mac OS
PowerPC版本的Mac OS X（包括Mac OS X Tiger在內），它包括用於運作較舊的麥金塔應用程式的兼容層經典環境。該環境最初代號為「藍盒子（blue box）」，該環境運行的是幾乎完整的Mac OS 9操作系統 — 版本9.1或更高版本（作為Mac OS X應用程式）。這容許尚未移植到Carbon (API)的應用程式於Mac OS X上運作。這是合理地無縫的，儘管「經典」應用程式保留了其原始Mac OS 9外觀，但沒有獲得Mac OS X「Aqua」的外觀。
基於PowerPC的麥金塔電腦的早期新世界ROM搭載著Mac OS 9.2以及Mac OS X。Mac OS 9.2需要由使用者安裝 — 在Mac OS X 10.4之後發布的硬件版本中，在默認情況下並未安裝該工具。在這種環境下，大多數精心編寫的「經典環境」Mac OS應用程式都可以正常運作，但僅當編寫該軟件時不知道實際的硬件並僅與操作系統進行交互時，其兼容性得到保證。由於Mac OS 9與X86硬件不兼容，因此不可用於基於Intel的麥金塔系統上的經典環境。
蘋果公司於2016年6月13日的蘋果全球開發者大會上宣布：Mac操作系统 OS X 更名為 macOS，其首推版本是Sierra。 
- Mac OS X 公開測試版
- Mac OS X v10.0 "Cheetah"
- Mac OS X v10.1 "Puma"
- Mac OS X v10.2 "Jaguar"
- Mac OS X v10.3 "Panther"
- Mac OS X v10.4 "Tiger"
- Mac OS X v10.5 "Leopard"
- Mac OS X v10.6 "Snow Leopard"
- Mac OS X v10.7 "Lion"
- OS X v10.8 "Mountion Lion"
- OS X v10.9 "Mavericks"
- OS X v10.10 "Yosemite"
- OS X v10.11 "El Capitan"
- macOS v10.12 "Sierra"
- macOS v10.13 "High Sierra"
- macOS v10.14 "Mojave"
- macOS v10.15 "Catalina"
- macOS v11 "Big Sur"
- macOS v12 "Monterey"
- macOS v13 “Ventura”

## 發展時間軸
| 發佈日期       | 版本               | 更新               |
| -------------- | ------------------ | ------------------ |
| 1984年1月24日  | System 1, 2, 3 & 4 | 1.0 (.97)          |
| 1984年5月5日   | System 1, 2, 3 & 4 | 1.1                |
| 1985年4月      | System 1, 2, 3 & 4 | 2.0                |
| 1985年9月      | System 1, 2, 3 & 4 | 2.1                |
| 1986年1月      | System 1, 2, 3 & 4 | 3.0                |
| 1986年2月      | System 1, 2, 3 & 4 | 3.1                |
| 1986年2月      | System 1, 2, 3 & 4 | 3.2                |
| 1987年1月      | System 1, 2, 3 & 4 | 3.3                |
| 1987年2月      | System 1, 2, 3 & 4 | 3.4                |
| 1987年3月      | System 1, 2, 3 & 4 | 4.0                |
| 1987年4月      | System 1, 2, 3 & 4 | 4.1                |
| 1987年         | System 5           | 5.0                |
| 1987年         | System 5           | 5.1                |
| 1988年         | System 6           | 6.0                |
| 1988年9月19日  | System 6           | 6.0.1              |
| 1988年         | System 6           | 6.0.2              |
| 1989年3月7日   | System 6           | 6.0.3              |
| 1989年9月20日  | System 6           | 6.0.4              |
| 1990年3月19日  | System 6           | 6.0.5              |
| 1990年         | System 6           | 6.0.6              |
| 1990年10月15日 | System 6           | 6.0.7              |
| 1991年5月13日  | System 6           | 6.0.8              |
| 1991年10月21日 | System 6           | 6.0.8L             |
| 1991年6月      | System 7           | 7.0                |
| 1991年10月     | System 7           | 7.0.1              |
| 1992年3月      | System 7           | 7.0.1P             |
| 1992年8月      | System 7           | 7.1                |
| 1993年1月      | System 7           | 7.1P               |
| 1993年10月     | System 7           | 7.1.1 (Pro)        |
| 1993年10月     | System 7           | 7.1.1              |
| 1994年3月      | System 7           | 7.1.2              |
| 1994年7月      | System 7           | 7.1.2P             |
| 1994年9月      | System 7           | 7.5                |
| 1995年3月      | System 7           | 7.5.1              |
| 1995年8月      | System 7           | 7.5.2              |
| 1996年1月      | System 7           | 7.5.3              |
| 1996年5月1日   | System 7           | 7.5.3 Revision 2   |
| 1996年8月7日   | System 7           | 7.5.3 Revision 2.1 |
| 1996年8月7日   | System 7           | 7.5.3 Revision 2.2 |
| 1996年9月27日  | System 7           | 7.5.5              |
| 1997年1月7日   | System 7           | 7.6                |
| 1997年4月7日   | System 7           | 7.6.1              |
| 1997年7月26日  | Mac OS 8           | 8.0                |
| 1998年1月19日  | Mac OS 8           | 8.1                |
| 1998年10月17日 | Mac OS 8           | 8.5                |
| 1998年12月7日  | Mac OS 8           | 8.5.1              |
| 1999年5月10日  | Mac OS 8           | 8.6                |
| 1999年10月     | Mac OS 9           | 9.0                |
| 隨Mac電腦發佈  | Mac OS 9           | 9.0.2              |
| 隨Mac電腦發佈  | Mac OS 9           | 9.0.3              |
| 2000年4月      | Mac OS 9           | 9.0.4              |
| 2001年1月      | Mac OS 9           | 9.1                |
| 隨Mac電腦發佈  | Mac OS 9           | 9.2                |
| 2001年8月      | Mac OS 9           | 9.2.1              |
| 2001年12月     | Mac OS 9           | 9.2.2              |